# Sci-Fi Lullabies
Sci-Fi Lullabies är ett samlingsalbum av den brittiska gruppen Suede, utgivet den 6 oktober 1997. Albumet innehåller B-sidorna från de singlar som gruppen släppte mellan 1992 och 1996.

## Låtförteckning
1. "My Insatiable One"  – 2:57
2. "To the Birds"  – 5:24
3. "Where the Pigs Don't Fly"  – 5:33
4. "He's Dead"  – 5:13
5. "The Big Time"  – 4:28
6. "High Rising" 	 – 5:49
7. "The Living Dead"  – 2:48
8. "My Dark Star"  – 4:26
9. "Killing of a Flash Boy"  – 4:07
10. "Whipsnade"  – 4:22
11. "Modern Boys"  – 4:07
12. "Together"  – 4:29
13. "Bentswood Boys"  – 3:15
14. "Europe Is Our Playground" (New Version)  – 5:39
15. "Every Monday Morning Comes"  – 4:28
16. "Have You Ever Been This Low?"  – 3:52
17. "Another No One"  – 3:56
18. "Young Men"  – 4:35
19. "The Sound of the Streets"  – 4:59
20. "Money"  – 4:04
21. "W.S.D."  – 5:46
22. "This Time"  – 5:46
23. "Jumble Sale Mums"  – 4:15
24. "These Are the Sad Songs"  – 6:20
25. "Sadie"  – 5:24
26. "Graffiti Women"  – 4:51
27. "Duchess"  – 3:55